# Phylloscopus armandii
A Phylloscopus armandii a madarak osztályának verébalakúak (Passeriformes) rendjébe, ezen belül a füzikefélék (Phylloscopidae) családjába tartozó faj.

## Rendszerezése
A fajt Alphonse Milne-Edwards francia zoológus és ornitológus írta le 1865-ben, az Abrornis nembe Abrornis Armandii néven.

## Alfajai
- Phylloscopus armandii armandii (A. Milne-Edwards, 1865) – költési területe közép- és észak-Kína, télen dél-Kína, Mianmar, észak-Thaiföld, észak-Laosz, észak-Vietnám;
- Phylloscopus armandii perplexus (Ticehurst, 1934) – költési területe délközép-Kína és északkelet-Mianmar, télen Mianmar és dél-Kína.

## Előfordulása
Kína, Hongkong, Laosz, Mianmar, Thaiföld és Vietnám területén honos. Természetes élőhelyei a  mérsékelt övi erdők és cserjések, valamint szubtrópusi és trópusi cserjések.

## Megjelenése
Testhossza 12 centiméter.

## Életmódja
Többnyire rovarokkal táplálkozik.

## Természetvédelmi helyzete
Az elterjedési területe rendkívül nagy, egyedszáma pedig stabil. A Természetvédelmi Világszövetség Vörös listáján nem fenyegetett fajként szerepel.

## További információ
- Képek az interneten a fajról
- Xeno-canto.org - a faj hangja és elterjedési területe